# Martin Thorborg
Martin Buch Thorborg (født 25. maj 1970) er en dansk iværksætter, der blev kendt for at være medstifter af firmaet Jubii i 1995, som han solgte i 2000 for et trecifret millionbeløb. Han har siden startet flere andre virksomheder, udgivet bøger og medvirket i tv-programmer

## Karriere
Throborg grundlagde søgemaskinen Jubii i 1995 sammen med Henrik Sørensen og Kasper Larsen. I efteråret 2000 solgte de til det tysk/spanske selskab Lycos Europe for 800 mio. kr. i aktier i firmaet. Ved salget fik venturemanden Michael Konnerup 50% af aktierne, mens de tre medstiftere fik de øvrigre 50%. Derved blev Thorborg god for omkring 120 mio. kr. Efter en 3 årig lockup-periode var værdien dog reduceret markant grundet et kraftigt fald i aktiekursen.
Til forskel fra Sørensen og Larsen har Thorborg profileret sig en del i medierne siden salget, og han har afholdt betalte foredrag siden 1997.
Efter salget af Jubii startede Thorborg firmaet SpamFighter i 2003, med Henrik Sørensen og to programmører. Det startede i Danmark, men udvidede hurtigt til andre markeder. Thorborg flyttede i den forbindelse til Florida, USA, hvor han boede i fire år inden han vendte hjem til Danmark. Han forlod selskabets bestyrelse i 2011.
Thorborg har også startet Amino.dk og skrevet bogen E-Pusher. Han er nu direktør for regnskabsprogram-firmaet Dinero, som han også er medstifter af.
I starten af 2007 var han, sammen med Anne Skare Nielsen og Preben Mejer, dommer i TV 2 programmet Danmarks bedste ide.
Martin Thorborg udgav i foråret 2007 bogen Iværksætter til jeg dør, en kombination af biografi, erfaringsantologi og kontant iværksætterhåndbog. Bogen solgte mere end 5000 eksemplarer i løbet af de første 14 dage efter udgivelsen. 
Iværksætter til jeg dør blev samtidigt foræret væk i elektronisk form. Både den trykte og den elektroniske udgave indeholder sponsorater fra danske virksomheder og organisationer. Disse sponsorater muliggjorde en selvstændig udgivelse uden om den etablerede forlags- og boghandlerbranche.
Thorborg har en ligeledes en YouTube-kanal med over 2,7 millioner visninger, hvor han aktivt uploader videoer om iværksætteri.  
I november 2016 solgte Martin Thorborg firmaet Dinero til den norske virksomhed Visma for et ukendt millionbeløb. Thorborg er stadig administrerende direktør i Dinero. I marts 2017 blev virksomheden Ageras solgt til investeringsselskabet Investcorp fra Bahrain.
I oktober 2021 købte han sammen med sin kone Hotel Klippen i Gudhjem på Bornholm,og 1. januar 2022 købte de også Therns Hotel og Gudhjem Vandrerhjem i samme by.
I november 2022 udkom hans bog Min vej som Leder der fortæller om hans erfaringer som leder og i april 2023 udkom han med bogen Skab din egen succes som er en bog med 54 råd, han gerne ville have haft som ung. Begge bøger er udgivet på forlaget Gyldendal.

## Privatliv
Martin Thorborg er privat gift med Jannie Buch og har to børn fra tidligere ægteskab. 

## Forretninger
Nuværende forretninger
- Amino - Iværksætter-forum
- Saxis - Platform for køb og salg af virksomheder
- GoLearn - Kursusplatform med online kurser[15]
- nBoard - Bestyrelsesportal
- Amalo - Installation af varmepumper
- Capino - Platform for kapitalfremskaffelse
- Hotel Klippen - Hotel i Gudhjem på Bornholm
- Therns Hotel - Familiehotel i Gudhjem på Bornholm

Tidligere forretninger
- Ageras - Online markedsplads for revisions- og advokatydelser
- Ateo - Formidling af konference- og mødelokaler
- Dinero - Online regnskabsprogram, solgt til Visma[16]
- Euroinvestor - Investeringsside
- Jubii - Danmarks første søgemaskine